# Pederastia en España
La pederastia en España es una práctica que está sancionada por el Código Penal desde 2004

## Regulación jurídica
Los delitos relacionados con la pederastia se sancionan con una pena de tres meses a un año de prisión para quien posea vídeos o fotografías pornográficas de niños. En el caso de producir o distribuir este material, la pena es de entre uno y cuatro años de cárcel, que aumentan a ocho si incluye imágenes de menores de 13 años. A diferencia de lo que ocurre con el racismo o el terrorismo, en España no está tipificado el delito de la apología de la pedofilia.
Por otro lado, la reforma del Código Penal en 2008 elevó las penas a los infractores de los delitos contra la libertad e indemnidad sexuales cuando la víctima sea especialmente vulnerable, tender al cumplimiento efectivo de las penas, introducir medidas más eficaces de seguridad y contemplar de manera más específica en el Registro Central de Penados la información de penas y medidas de seguridad en sentencias firmes y no firmes por esos delitos. A principios de 2009 se creará un registro específico de pederastas.[actualizar]

## Extensión del fenómeno

### Turismo sexual
Según una encuesta elaborada en 2007 por Unicef, uno de cada diez españoles conoce a algún "turista sexual" que ha abusado de menores. Se calcula que entre 30.000 y 35.000 españoles viajan cada año, especialmente a Sudamérica, para mantener relaciones sexuales pagadas con menores.

### Actividad delictiva en España
Son frecuentes las grandes operaciones contra la pederastia, que abarcan no solo España, sino distintos países. La mayoría de los delitos relacionados con la pornografía infantil que se cometen en España usan internet. En 2005 se investigaron 135 casos de pornografía infantil, cifra que aumentó hasta 341 casos en 2007, de los que 313 utilizaron Internet.[actualizar] Asimismo, las denuncias telefónicas por pederastia o abusos a niños pasaron de 500 en 2001 a 28.900 en 2004, año en el que fueron identificadas 1.990 comunidades de pederastas.[actualizar]
Según la asociación Acción contra la Pornografía Infantil (ACPI), durante 2003 se recibieron denuncias sobre unas 10 000 páginas web sospechosas de incluir pornografía infantil denunciable en cualquier país.

## Acciones judiciales y policiales

### Acciones judiciales, administrativas y penitenciarias
A principios de 2008, el Tribunal Supremo español emitió una sentencia por la que se considera legal que los policías se hagan pasar por pederastas o finjan que son niños en foros de internautas para coger in fraganti a los presuntos delincuentes.
La Generalidad de Cataluña aprobó en septiembre de 2009 un protocolo de castración química voluntaria a los presos condenados por delitos de agresión sexual, suministrándoles fármacos que, en teoría, inhiben la libido. Sin embargo, durante los dos primeros años de aplicación de la medida, ningún preso se sometió al tratamiento.[actualizar]

### Acciones judiciales
En España, la principal unidad contra el tráfico de pornografía infantil en internet es la Brigada de Investigación Tecnológica (BIT) de la Policía Nacional. En 2008 estaba integrada por 40 agentes, de los cuales 12 se dedicaban a investigar los cerca de 30.000 avisos anuales que los internautas hacen llegar por correo electrónico o teléfono. Cada cuatro meses se reúnen con miembros de Europol e Interpol para coordinar acciones y prestan asesoramiento a policías de Latinoamérica.
La Guardia Civil trabaja contra la pederastia en internet, a través, principalmente, del Grupo de Delitos Telemáticos. En febrero de 2008, la Guardia Civil colgó por primera vez en su página web fotos de presuntos pederastas, extraídas de vídeos de contenido pedófilo, y pidió la colaboración ciudadana para proceder a su identificación.